# Geraint Wyn Howells, Baron Geraint

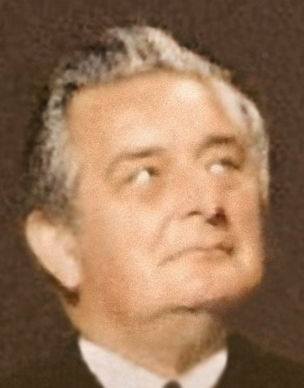
Geraint Howells

Geraint Wyn Howells, Baron Geraint (* 15. April 1925 in Ponterwyd in Cardiganshire; † 17. April 2004 in Aberystwyth) war ein führender walisischer Politiker der Liberal Democrats. 

## Schulbildung
Howells war der Sohn der Bauern David John und Mary Blodwen Howells. Er besuchte die Ponterwyd Primary School und die Ardwyn Grammar School in Aberystwyth. Er pflegte auch später enge Kontakte mit den Universitäten von Aberystwyth and Lampeter Universities.

## Karriere
Howells war Bauer in Glennydd, Ponterwyd in Cardiganshire. Er besaß etwa 750 Morgen mit etwa 3.000 Schafen insbesondere von Speckled Faces. Howells war auch ein Champion als Schaf-Scherer. Er hatte hohe Funktionen im British Wool Marketing Board und war 1977–1983 Chairman der Wool Producers of Wales. Er wurde 1952 als Angehöriger der Independent Party  in den Cardiganshire County Council gewählt, da es zu dieser Zeit üblich war, dass Mitglieder der Liberal Party in ländlichen Gegenden als Unabhängige kandidierten.

## Parlamentarische Karriere
Howells wurde 1968 als Parlamentskandidat für Brecon und Radnor nominiert. Er war der erste Liberale der Nachkriegszeit, der sich als Liberaler um einen Sitz im Parlament bewarb. Er lag mit 18,9 % der abgegebenen Stimmen auf Platz 3. Während dieser Zeit wurde er einer der Hauptakteure der Walisischen Liberal Party.
Howells wurde 1972 als Parlamentskandidat für Cardiganshire nominiert, einem Wahlkreis mit einer langjährigen liberalen Tradition. Den Sitz hatte dort der liberale Parlamentsabgeordnete Roderic Bowen, bis er ihn 1966 an Elystan Morgan von der Labour Party verlor. In den Wahlen vom Februar 1974 siegte Howells gegen Morgan und hielt den Wahlkreis in unterschiedlichen Formen bis 1992. Daher war er 1974–1983 Parlamentsabgeordneter für Cardigan sowie nach Änderungen der Wahlkreisgrenzen 1983–1992 für Ceredigion und Pembroke North. Howells war 1979–1987 Sprecher der Liberal Party für Walisische Angelegenheiten und 1987–1992 für Landwirtschaft. Seine Sekretärin und Agenti in Westminster war Judi Lewis (1992–1997 Chief Executive der Walisischen Liberal-Demokraten) und einer seiner Forscher war Mark Williams, der 2005 den Sitz für die Liberal-Demokraten gewann. Im Jahr 1992 verlor Howells seinen Parlamentssitz unerwarteterweise an Plaid Cymru (die vom vierten auf den ersten Platz gelangt waren) und wurde als Baron Geraint, of Ponterwyd in the County of Dyfed zum Life Peer ernannt.
Er war ein enger Freund von Richard Livsey und Emlyn Hooson, mit denen er im House of Commons und dem House of Lords.
Howells war ein passierter Anhänger der Devolution. Er spielte 1979 eine führende Rolle in der Devolutionskampagne in Wales. Er erhielt auch Anerkennung von der Farmers Union of Wales (FUW) als ein führender Gewerkschafter für Verhandlungen mit der Regierung während der Liberal-Labour-Koalition in den 1970er Jahren.

## Privatleben
Howells heiratete Mary Olwen Hughes am 7. September 1957. Sie hatten zwei Kinder: Gaenor wurde 1961 geboren, ein Nachrichtensprecher bei BBC World Service, und Mari 1965.